# Who's Nailin' Paylin?
Who's Nailin' Paylin? é um filme pornográfico satírico lançado em 4 de novembro de 2008 nos Estados Unidos da América. Dirigido por Jerome Tanner e com roteiro de Roger Krypton, o filme satiriza a então candidata a vice-presidente dos Estados Unidos da América, Sarah Palin, por meio da personagem "Serra Paylin" interpretada por Lisa Ann. Completam o elenco as atrizes Holly West, Nina Hartley e Jada Fire — as duas últimas interpretando paródias de Hillary Clinton e Condoleezza Rice, respectivamente. No cast masculino, constam os atores Alec Knight, Evan Stone.
Produzido pela Hustler Video, a produção foi rodada em dois dias e inclui cinco cenas de sexo, cobrindo os dias de Paylin como universitária, sua vida no Alasca e sua participação na eleição presidencial de 2008, além de satirizar o comentarista político Bill O'Reilly. Após seu lançamento, foram produzidas cinco diferentes sequências: Obama is Nailin' Palin, Letterman's Nailin' Palin, You're Nailin' Palin, Hollywood's Nailin' Palin e Who's Nailin' Palin? 2. A primeira foi anunciada pela Hustler em 31 de outubro de 2008, antes mesmo do lançamento do primeiro filme, e incluiu Barack Obama no rol de parodiados. Além de Obama, a segunda sequência parodiou ainda o apresentador David Letterman e o político Mark Sanford. A terceira retratou apenas uma paródia de Palin e da ex-Miss California USA, Carrie Prejean.

## Filmagens
Durante a Convenção Nacional Republicana de 2008, Palin foi anunciada como candidata do partido à vice-presidência, fato que motivou um anúncio anônimo por parte de produtores da Larry Flynt Publications, buscando sósias da candidata para atuar num filme pornográfico que seria rodado ainda naquele mês de setembro ou no início do seguinte. Pagavam-se US$3.000,00 pelo trabalho, valor visto como "chocante" pela colunista Violet Blue para papel sem cenas de sexo anal.
A atriz Lisa Ann foi convidada para protagonizar o filme em 2 de outubro — no mesmo dia em que foi realizado o debate entre os candidatos a vice-presidente — e, após aceitá-lo, teve apenas quatro dias para se preparar. Para incorporar a personagem, Ann estudou os tiques e maneirismos de Palin em sua participação no debate, assim como as paródias feitas pela comediante Tina Fey no humorístico Saturday Night Live. A caracterização foi completada com a compra de roupas semelhantes às usadas por Palin, escolhidas após Ann consultar amigos próximos e adquiridas pelo site de vendas da rede de lojas de departamentos Macy's, alteradas pela própria atriz para se adequarem aos propósitos do filme. As filmagens tiveram início em 11 de outubro de 2010, e duraram dois dias.

## Enredo

Serra Paylin, durante a polêmica cena de abertura do filme

O filme tem início na sala de estar de Serra Paylin, no momento em que dois soldados russos batem à porta, pedindo para usar o telefone. Os russos, impressionados com Paylin, iniciam uma rápida conversa, com flertes e uma piada que faz com que ingressem numa cena de sexo a três.
Um interlúdio faz referência à primeira cena, mostrando um exemplar de um jornal que, em sua manchete, anuncia: "Paylin apoia a penetração russa!" e, no interior do estúdio de gravação da emissora Faux News, o apresentador Bill Orally tece elogios à "política externa" de Paylin, criticando o que ele caracteriza como "a esquerda hipócrita". Após esses comentários, começa a segunda cena, em um hotel em Washington: uma estagiária está tentando ensinar Paylin a substituir a expressão "You betcha" por "Absolutely", mas, ao ver que tais esforços se mostram improdutivos, desiste das lições de gramática e passa a lhe dar lições de História dos Estados Unidos. Quando estas também falham, Serra se retira da sala. Assim que ela sai, a estagiária comenta consigo mesma: "Que cabeça de vento". Neste momento, o marido de Serra sai debaixo da cama, onde estava escondido, declarando à estagiária: "Tente viver com ela". A estagiária começa a ser despida pelo marido de Paylin, que lhe sugere incorporar certos trejeitos de Paylin, como os óculos e o sotaque. Em seguida, a estagiária tem com ele a segunda cena de sexo do filme, uma cena de sexo anal que faz referência à política externa de Paylin.
Tanto a terceira como a quarta cenas começam no quarto de Paylin, que se acha dormindo, passando-se assim num universo onírico. No início da terceira cena, Serra está em seu quarto, pensando nos próximos dias da campanha presidencial, quando adormece. Nesse primeiro sonho, seduz um sócio de seu marido; A cena se encerra com os dois fazendo sexo, e, após terminar, Paylin continua a ser mostrada dormindo e se remexendo durante o sono, quando outro sonho é, então, encenado: Serra — aqui interpretada por Sindee Jennings — está cursando sua faculdade na "The International University of I-DA-HO" em 1987, e, durante uma aula, participa ativamente de uma discussão sobre pseudociência, em que argumenta que a Terra teria somente 10 000 anos de idade, e que os fósseis seriam um truque elaborado por Satã para ludibriar a humanidade. Após a aula, Serra pergunta ao professor se ele poderia recomendar-lhe algum ritual capaz de protegê-la de bruxarias, ao que ele lhe assegura que um cunilíngua lhe daria toda a proteção de que pudesse precisar.
A quinta e última cena começa com um monólogo de Bill Orally a Faux News, que anuncia uma entrevista coletiva de imprensa convocada por Paylin para defender-se de acusações de adultério. Sem responder, em momento algum, diretamente às questões feitas, Serra discursa defendendo-se das acusações com respostas evasivas. Após a imprensa retirar-se da sala, um ménage à trois lésbico tem início, com Serra e as personagens Hilly e Condi.

## Elenco

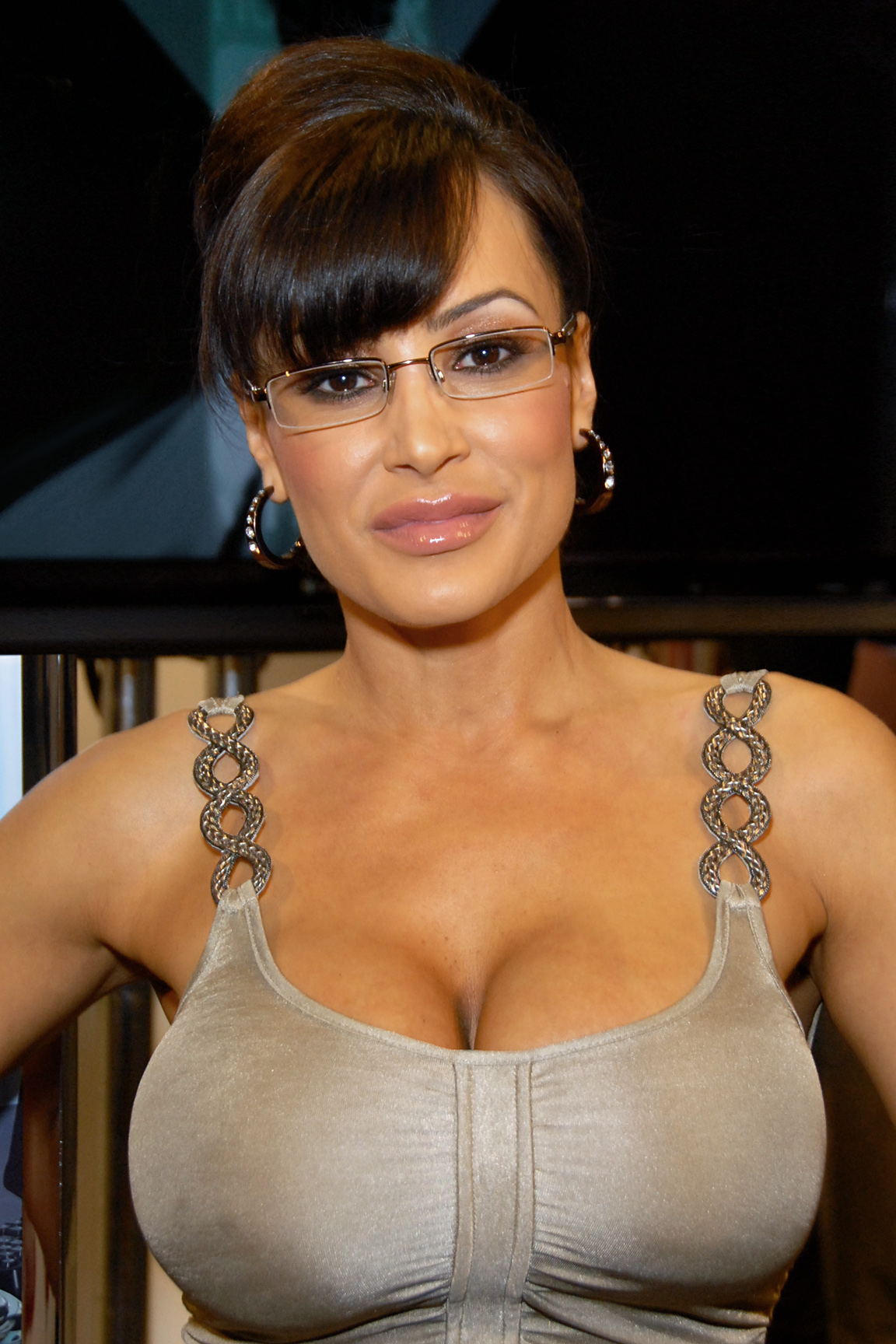
Lisa Ann caracterizada como Serra Paylin.

- Lisa Ann interpreta Serra Paylin, paródia de Sarah Palin.[17] Ann interpretaria a personagem não apenas nas sequências do filme, mas também no videoclipe da canção "We Made You", do rapper Eminem,[18] para o qual foi convidada por sugestão do diretor Joseph Kahn.[19]
- Nina Hartley interpreta "Hilly", paródia de Hillary Clinton.[17]
- Holly West interpreta uma estagiária da Casa Branca. Contracena com Alec Knight, na única cena de sexo anal do filme. Sua personagem não chega a ter nome no filme.[20][21][22]
- Jada Fire interpreta "Condi", paródia de Condoleezza Rice, Secretária de Estado dos Estados Unidos durante a administração de George W. Bush. Jada já sentia uma forte admiração por Condoleezza Rice na vida real, e sua interpretação foi elogiada pela crítica.[17][20][21][22][23]
- Sindee Jennings interpreta Serra Paylin numa sequência de flashback, quando Paylin era estudante universitária. Sua única cena do filme é com o ator Evan Stone.[22][23]
- Alec Knight interpreta Todd, o "Sr. Serra Paylin". Marido de Paylin, figura em apenas uma das cenas do filme, sem contracenar com Lisa Ann, e sim com Holly West.[20][21][22][23]
- Evan Stone interpreta o professor de Paylin na Universidade de I-DA-HO[21][22]
- Mike Horner interpreta Bill Orally, um funcionário da Faux News. Orally[nota 5] é uma referência ao apresentador Bill O'Reilly e emissora fictícia em que ele trabalha, a Fox News.[24]

Completam o elenco os atores Lee Stone, Sachsa e Mick Blue.

## Repercussão

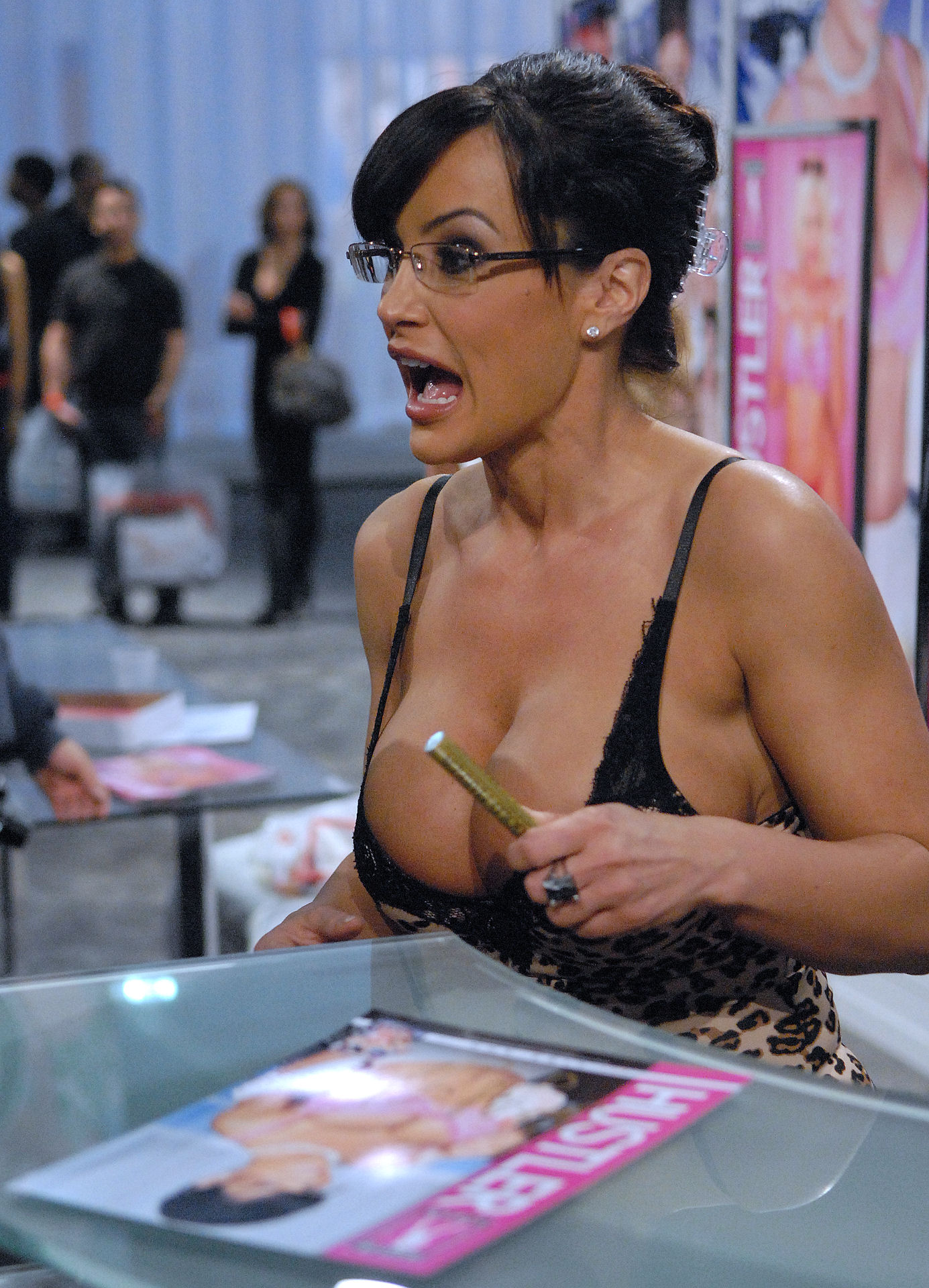
Lisa Ann, caracterizada, durante a AVN Adult Expo

Com o lançamento do filme, sua protagonista, Lisa Ann, passou a receber farta atenção da mídia. Numa entrevista à revista Marie Claire, Ann chegou a comentar que ter sido entrevistada tanto pela revista quanto por programas de rádio e televisão, como o Entertainment Tonight, demonstrava o impacto do filme, que recebeu a atenção de um público muito maior do que um filme pornográfico costuma atingir.
Quanto às reações do público, Ann comentou que seus fãs mostraram considerável apoio ao filme, e o viam como "engraçado" e "astuto", mas que havia também a possibilidade de algum "ativista louco de direita" mostrar-se ofendido com o filme e tentar queimar sua casa, o que, contudo, era uma consequência do trabalho e de se colocar à frente dos holofotes. Em novembro de 2009, a Hustler Video anunciou que o filme havia-se tornado o mais vendido de sua história.
Em 13 de outubro de 2008, o programa America's Newsroom, exibido pela Fox News, analisou a legalidade do filme, considerando a Primeira Emenda da Constituição dos Estados Unidos e processos anteriores contra a Larry Flynt e contra a Hustler Video, sua produtora. O entendimento dos tribunais era de que celebridades não poderiam processar Flynt ou a Hustler por estarem sendo alvo de paródias, por serem as obras reflexo do direito de se expressar livremente, constitucionalmente protegido. A apresentadora, Megyn Kelly, chegou a chamar o filme de "nojento e sujo", afirmando que o povo americano não iria querer assisti-lo. O advogado consultado pela emissora afirmou que, salvo se caracterizado um ataque político, Palin não poderia processar a produtora.
Em 1º de novembro do mesmo ano, a dupla de comediantes canadenses Masked Avengers realizou um trote com Palin: fingindo ser o presidente francês Nicolas Sarkozy, um dos comediantes foi capaz de ligar para a linha telefônica pessoal de Palin, e com ela manter uma conversa na qual chegaram a discutir caça esportiva e política internacional. Num dado momento, o falso Sarkozy comentou ter visto "o documentário sobre sua vida, Nailin' Paylin da Hustler", com Palin agradecendo o gesto.

### Análise da crítica
| Críticas profissionais | Críticas profissionais |
| Avaliações da crítica  | Avaliações da crítica  |
| Fonte                  | Avaliação              |
| ---------------------- | ---------------------- |
| The Guardian           | desfavorável           |
| Geekscape              | favorável              |
| Splice Today           | mista                  |
| Salon                  | desfavorável           |
| Kinky World            | favorável              |
| Adult Maven            | favorável              |
| XCritic                | [ 22 ]                 |
| Frothy GirlZ           | [ 23 ]                 |

John Patterson, do jornal The Guardian, escreveu uma crítica negativa ao roteiro do filme, dizendo que seu "valor literário" era quase nulo, as piadas políticas, "infantis", e os diálogos, "ridículos", bem como questionando acerca da pesquisa do roteiro e seu subtexto político: "quem precisa de dever de casa quando se tem uma ereção?". William Bibbiani, do site Geekscape, apresentou visão completamente oposta, enaltecendo o subtexto do filme; para ele, cada uma das cenas pode ter interpretações políticas: a primeira cena, envolvendo a Rússia, parodiava a visão de relações exteriores que Palin tinha, mas foi prejudicada, na sua visão, pelo uso de "frases-feitas que mais pareciam ter sido tiradas de algum guia russo datado de 1975". A cena retratando "Paylin" durante a faculdade seria, então, competente crítica ao criacionismo, fazendo de suas teorias uma piada. Após analisar os vários possíveis subtextos do filme, encerrou sua crítica considerando o filme "uma adição interessante à cápsula do tempo de sátiras políticas do início do século 21, e um contraponto interessante a W de Oliver Stone e a That's My Bush!, de Trey Parker e Matt Stone, que procuraram humanizar figuras republicanas que tradicionalmente haviam sido demonizadas pela mídia" e que, embora o filme fosse mais direcionado àqueles ligados à política dos Estados Unidos, "espectadores casuais poderiam encontrar uma locação de valor".
Michael Higdon, do site SpliceToday.com, mostrou-se decepcionado com o filme, feito de forma "apressada e sem inspiração". A piada usada na primeira cena não lhe agradou, e o resultado final foi visto por ele como "decepcionante", especialmente se comparado às grandes produções do gênero, como o filme Pirates. Antes do lançamento do filme, vários editoras do site Salon também opinaram sobre filme, após lerem seu roteiro, todas apresentando opiniões negativas: Rebecca Traister se perguntou "por que filmes pornôs são sempre tão ruins?", enquanto Kate Harding declarou que, apesar de ter rido da primeira piada, os dez minutos que levou para ler o roteiro haviam sido um desperdício de seu tempo, uma vez que as piadas não ficavam melhores. Judy Berman comentou de forma negativa a maquiagem da primeira cena, observando, no entanto, que o uso de clichês, apesar de gritante, resultou uma interessante retratação exagerada de um tanque russo. Sarah Hepola também analisou os clichês, mas para ela eram visualmente tão desinteressantes quanto qualquer outro filme pornográfico. Tracy Clark-Flory, por sua vez, considerou que, ao parodiar a falta de criatividade dos roteiros pornôs, os produtores do filme estavam, na verdade, demonstrando mera falta de criatividade: "Os produtores não estão apenas zombando do pornô ruim, eles estão também fazendo-o".
O site Kinky World apresentou uma crítica consideravelmente favorável, apesar da ausência de um roteiro mais desenvolvido e de várias paródias que poderiam ter sido incluídas. Elogiou-se a iluminação das cenas e a caracterização dos atores, e a forma como a genitália dos atores e atrizes era retratada chegou a ser apreciada de forma positiva, embora certas cenas apresentassem close-ups que beiravam o humilhante no campo feminino, em desfavor de mostrar as expressões faciais. Esclarecendo que o filme possuía um direcionamento muito claro ao público masculino, visto que o rosto dos atores quase não foi mostrado, disse: "O prazer feminino não é retratado de forma regular no filme, e não há nada romântico, sensual, ou sequer um mínimo de sentido no roteiro - apenas muito sexo". O site Adult Maven apresentou crítica favorável: "Who's Nalin' Paylin? é clássico. Sátira política e paródia em sua melhor forma. Se esse tipo de humor fosse mais aceito, a cobertura dos principais eventos políticos não seria tão tediosa".
O site XCritic também criticaria os close-ups do filme, que, muito próximos, dificilmente retratavam bem Lisa Ann em suas cenas. Apesar disso, e da falta de melhores diálogos e de maior comentário político, o filme foi recomendado pelo site, tendo recebido 3 em 5 estrelas: "Produzido em tempo recorde para se aproveitar das eleições, [o filme] apresenta um trabalho decente, independente do que você possa ter ouvido. Os níveis de replay e impacto são mais elevados que o normal, e como uma vitrine para Lisa Ann, garantiu o selo de "recomendado" (…), em suma, há mais acertos do que erros, e, esperamos, possa abrir uma mais ampla variedade de sátiras políticas numa companhia que foi praticamente fundada nesses valores nas páginas da Hustler Magazine".
Nat Almirall, do site Frothy GirlZ, primeiramente se questionou sobre como avaliar um filme como Who's Nailin' Paylin?, concluindo que deveria considerar o que o filme pretendia oferecer — num primeiro momento, divertimento, e, num segundo, sátira política — para avaliar se havia sido bem-sucedido. Assim sendo, na sua visão, o filme foi avaliado com uma nota 3, numa escala até 10, e fracassava como sátira, por preferir usar piadas baratas ao invés de um comentário político mais contundente, e, apesar da paródia de Bill O'Reilly ser "inspirada", talentos como o de Nina Hartley e Evan Stone eram desperdiçados em piadas fracas. Como divertimento, entretanto, a crítica era mais favorável, apesar da interpretação de Lisa Ann ser vista como "mecânica e enfadonha" na maior parte do filme, na sequência final, uma cena de sexo três somente com mulheres, ela apresentaria um desempenho bastante satisfatório. A cena em si foi vista de forma positiva, com Nina Hartley e Jada Fire acrescentando muito ao clima do filme. Jada, em especial, foi bastante elogiada: "a sensual Jada Fire, como sempre, traz um toque de sofisticação e volúpia". As outras atrizes também foram elogiadas, embora de forma relativa: "Holly West traz uma refrescante inocência à sua cena, mas parece mais atraente vestida do que nua. Sindee Jennings, como a jovem Serra, parece estar se divertindo, mas aparenta ter sido uma escolha inadequada de elenco, por causa dos seus seios pequenos — o que torna difícil de acreditar que esta mulher se tornaria Lisa Ann, com aqueles seios 38DD".

### Prêmios
Ainda em 2009 Who's Nailin' Paylin venceria o XBIZ Awards na categoria "Campanha Publicitária do Ano", a única para a qual havia sido indicado.«Past winners». XBIZ Awards (em inglês). Consultado em 15 de novembro de 2010</ref> NO XBIZ Awards do ano seguinte, o filme foi indicado para a categoria "Filme do Ano", e Lisa Ann, para a categoria "Performance Feminina do Ano", pelo trabalho no filme.
No AVN Awards de 2010, foi indicado para três categorias: "Melhor Comédia", "Melhor Campanha Publicitária para um Projeto Individual" e "Título do Ano", ganhando apenas a última. A série de filmes derivados esteve entre os indicados na mesma premiação, concorrendo à categoria "Melhor Nova Série", e You're Nailin' Palin, para "Melhor DVD Interativo".

## Sequências
| |  |  |
| A modelo Carrie Prejean foi convidada a ingressar na indústria do sexo interpretando a si mesma, após ser destituída do título de Miss California USA, mas foi a atriz pornográfica Alexis Texas quem a intepretou no filme pornográfico interativo You're Nailin' Paylin. |  |  |

Who's Nailin' Paylin? originou cinco diferentes continuações: Obama is Nailin' Palin, Letterman's Nailin' Palin, You're Nailin' Palin, Hollywood's Nailin' Palin e Who's Nailin' Palin? 2. As três primeiras foram lançadas durante o ano de 2009, a quarta, em 2010, e última, em 2011. Todas, entretanto, dão continuidade a uma mesma linha narrativa:
Após os eventos de Who's Nailin' Paylin, acontecem as eleições presidenciais de 2008 nos Estados Unidos, e, derrotada, Paylin fantasia com o vencedor, Barack Obama, o que é retratado em Obama is Nailin' Palin. No ano seguinte, Paylin deixa o cargo de governadora do Alasca, e é entrevistada por David Letterman, no mesmo programa onde também se encontravam Barack Obama e o Governador da Carolina do Sul, Mark Sanford.
Em ambos os lançamentos, apenas uma cena era diretamente relacionada ao enredo da série: o restante de Obama is Nailin' Palin era composto por cinco cenas de sexo reaproveitadas de episódios anteriores da série Take it Black, voltada à representação de sexo inter-racial entre homens negros considerados "bem-dotados" e mulheres caucasianas. Desse modo, a Letterman's Nailin Palin acrescentaram-se três cenas de sexo reaproveitadas de filmes anteriores. Todavia, ao contrário de seu antecessor, cujas cenas de sexo eram protagonizadas por outras atrizes que não Lisa Ann, a segunda sequência apresentava exclusivamente cenas com a atriz, incluindo a cena de abertura de Who's Nailin' Paylin?, com os atores Sascha e Mick Blue.
A terceira sequência, You're Nailin' Palin, não estabelece nenhuma narrativa específica, tratando-se de um filme interativo filmado de forma a representar o ponto de vista do espectador. Durante o filme, certas opções apresentam-se na tela, permitindo a escolha de determinadas sequências de sexo. A modelo Carrie Prejean chegou a ser convidada pela Hustler Video para interpretar a si mesma no filme, mas não chegou a responder a oferta. No filme, após uma série de cenas protagonizadas exclusivamente por Lisa Ann, ingressa em cena a atriz Alexis Texas, interpretando a "Miss Califórnia", e novas opções de cenas de sexo surgem. Quando fora anunciado que a Hustler Video produziria uma quarta sequência do filme, parte da imprensa chegou a cogitar que o filme se chamaria "Who's Nailin' Palin? 2. O quinto filme da série, entretanto, receberia o titulo de Hollywood's Nailin' Palin, por fim, retrata Serra viajando para Los Angeles para buscar uma carreira no ramo do entretenimento, após abandonar a política. Durante sua estada na cidade, ela realiza uma série de iniciativas diferentes, que vão de apresentar um talk show a negociar um contrato para a produção um filme biográfico recontando sua vida.
Em Janeiro de 2010, a Hustler Video anunciou que produziria, após o lançamento de Hollywood's Nailin' Paylin, uma nova sequência intitulada Tiger is Nailin' Paylin, incluindo Tiger Woods no rol dos parodiados. Tal filme acabaria não sendo lançado e, em 2011, seria anunciado Who's Nailin' Palin? 2.

## Lançamento em DVD e Blu-ray
Who's Nailin' Paylin? foi lançado originalmente em DVD, tendo sido disponibilizado para consumo a partir de 4 de novembro de 2008. A versão em DVD apresenta o filme no formato widescreen anamórfico e exibe imagem com proporção de 1,78:1 e resolução de 480i, codificada em imagem MPEG-2, com taxa de transfêrencia de 5,1 Mbps. O áudio é apresentado no formato Dolby Digital 2.0, com taxa de transferência em 192 kbps e 48 kHz. Quanto aos extras, a versão em DVD apresenta vários trailers de outros filmes da Hustler Video, uma galeria de imagens do filme, exibida em forma de slide show, e um documentário, com cerca de 30 minutos, mostrando os bastidores do filme e apresentando curtas entrevistas com vários membros do elenco, onde são questionados acerca de seus conhecimentos políticos.
A versão em Blu-ray foi lançada posteriormente, reapresentando todos os extras da versão em DVD, mas acrescentando ao filme a cena principal do filme Obama is Nailin' Palin. Com cerca de dezenove minutos de duração, essa cena adicional apresenta Lisa Ann, novamente interpretando a versão cômica de Sarah Palin, numa cena de sexo com o ator Guy DiSilva, que interpreta uma versão idealizada de Barack Obama. O filme também é apresentado no formato widescreen anamórfico na versão em blu-ray, repetindo a proporção de imagem, mas numa resolução superior: 1080i, com taxa de transferência à 22.1 Mbps. O áudio foi novamente incluído no formato 2.0, mas com uma taxa de transferência superior de 224 Kbps e 48 kHz.